# Shongaloo
Shongaloo é uma vila localizada no estado americano de Luisiana, na Paróquia de Webster.

## Demografia
Segundo o censo americano de 2000, a sua população era de 162 habitantes.
Em 2006, foi estimada uma população de 159, um decréscimo de 3 (-1.9%).

## Geografia
De acordo com o United States Census Bureau tem uma área de
20,6 km², dos quais 20,5 km² cobertos por terra e 0,1 km² cobertos por água. Shongaloo localiza-se a aproximadamente 83 m acima do nível do mar.

## Localidades na vizinhança
O diagrama seguinte representa as localidades num raio de 20 km ao redor de Shongaloo.